# Nandus mercatus
Nandus mercatus — прісноводний вид риб з роду нандус (Nandus). Зустрічається в басейні річки Мусі (індонез. Sungai Musi) в південній частині острова Суматра, Індонезія.
Максимальна стандартна довжина тіла (без хвостового плавця) становить 7,0 см. Висота тіла складає 43% його стандартної довжини. 22 хребці.
Спинний плавець має 14 твердих променів і 10 м'яких, анальний плавець має 3 твердих і 5-6 м'яких променів. Решта плавців мають лише м'які промені: грудні — 15, черевні — 6, хвостовий — 14.